# Trypeta dorsigutta
Trypeta dorsigutta är en tvåvingeart som först beskrevs av Walker 1859.  Trypeta dorsigutta ingår i släktet Trypeta och familjen lövflugor. Inga underarter finns listade i Catalogue of Life.